# Lepidodexia ignota
Lepidodexia ignota är en tvåvingeart som först beskrevs av Guilherme A.M.Lopes 1947.  Lepidodexia ignota ingår i släktet Lepidodexia och familjen köttflugor. Inga underarter finns listade i Catalogue of Life.